# The Disciples
De Disciples zijn een Britse reggaeband.

## Biografie
De groep werd opgericht in 1986 door de broers Russ Bell-Brown en Lol Bell-Brown te Londen. 
In 1996 verliet Lol de groep, hij werd niet vervangen.

## Discografie

### Albums
- Deliverance : Commandments Of Dub chapter 6 (1987)
- The Disciples (1989)
- Addis Ababa : The Disciples chapter 2 (1991)
- The Lion : The Disciples chapter 3 (1993)
- Resonations (1995)
- Hail HIM in Dub (1995)
- For Those Who Understand (1995)
- Infinite Density Of Dub (1996)
- Spangdubulous Dub : Jonah Dan buck up pon Disciples (1998)
- Backyard Movements Dubwise 2001 (2001)

### Samenwerkingen
- Storm Clouds, Dayjah meets The Disciples (1993)
- Hail HIM, Sister Rasheda (1994)
- Urban Jungle, Dayjah meets The Disciples (1997)
- Rebirth, The Rootsman meets The Disciples (1997)
- Sacred Art Of Dub, Alpha and Omega meets The Disciples (1998)
- Love, Faith & Belief, Wayne McArthur (1999)
- Dub & Mixture, Improvisators Dub meets The Disciples (2000)
- Revelation Time, Clive "Colour Red" Hylton  (2000)
- Lion King, Tony Roots (2001)
- Cry Freedom, Delroy Dyer and Disciples (2001)
- One Bright Day, Prince Allah (2002)
- Gift Of Life, Tony Roots (2003)